# Andrzej Szczeklik
Andrzej Szczeklik (29 tháng 7 năm 1938 - 3 tháng 2 năm 2012) là nhà miễn dịch học Ba Lan làm việc tại Trường Y Đại học Jagiellonia (Collegium Medicum) ở Kraków. Szczeklik còn là nhà văn.

## Sự nghiệp
Ông tốt nghiệp Đại học Jagiellonia, và sau khi hoàn thành khóa thực tập một năm tại Hoa Kỳ, ông làm việc Học viện Y khoa ở Wrocław trong 7 năm. Ông hoàn thành khóa đào tạo sau đại học ở nước ngoài; gồm Viện Karolinska ở Stockholm, Đại học Uppsala ở Thụy Điển và Đại học Bắc Carolina, Chapel Hill, Hoa Kỳ.
Năm 1979, ông là chủ nhiệm Khoa Y, Trường Y Đại học Jagiellonia ở Kraków. Năm 1990-1993, ông được bầu làm Hiệu trưởng (Chủ tịch) của Học viện Y khoa Copernicus ở Kraców, và sau đó là Phó Hiệu trưởng của Đại học Jagiellonia phụ trách về các vấn đề y tế (1993–1996).
Mối quan tâm chính trong các bài nghiên cứu của Szczeklik gồm: bệnh tim phổi, hen phế quản do aspirin, các chất trung gian hóa học trong các bệnh về hệ tuần hoàn và hô hấp có liên quan đến eicosanoid.
Szczeklik giảng dạy tại nhiều trường đại học lớn của Châu Âu, Mỹ và Nhật Bản. Ông là giáo sư thỉnh giảng tại Khoa Y của Đại học Sheffield tại Vương quốc Anh và Hochgebirgsklinik Davos-Wolfgang tại Thụy Sĩ.

## Các nghiên cứu
Szczeklik tập trung nghiên cứu các bệnh tim mạch và bệnh đường hô hấp. Năm 1976, ông tham gia vào việc phát hiện ra prostacyclin, do Salvador Moncada và Ryszard Gryglewski thực hiện. Ông được coi là một chuyên gia về bệnh hen phế quản nhạy cảm với aspirin. Đối với nghiên cứu về bệnh hen phế quản, ông đã nhận được "Lancet Investigators Award" vào năm 1997. Vì đã khám phá ra các đặc tính chống huyết khối của aspirin, ông đã được trao Giải thưởng của Quỹ Khoa học Ba Lan vào năm 1998.

## Bằng danh dự
- Đại học Y Wrocław (1999)[9]
- Đại học Y Warsaw (2002)
- Đại học Y Silesia (2002)
- Đại học Y Łódź (2003
- Đại học Jagiellonia ở Kraków (2009)